# Jüdischer Friedhof (Grohnde)

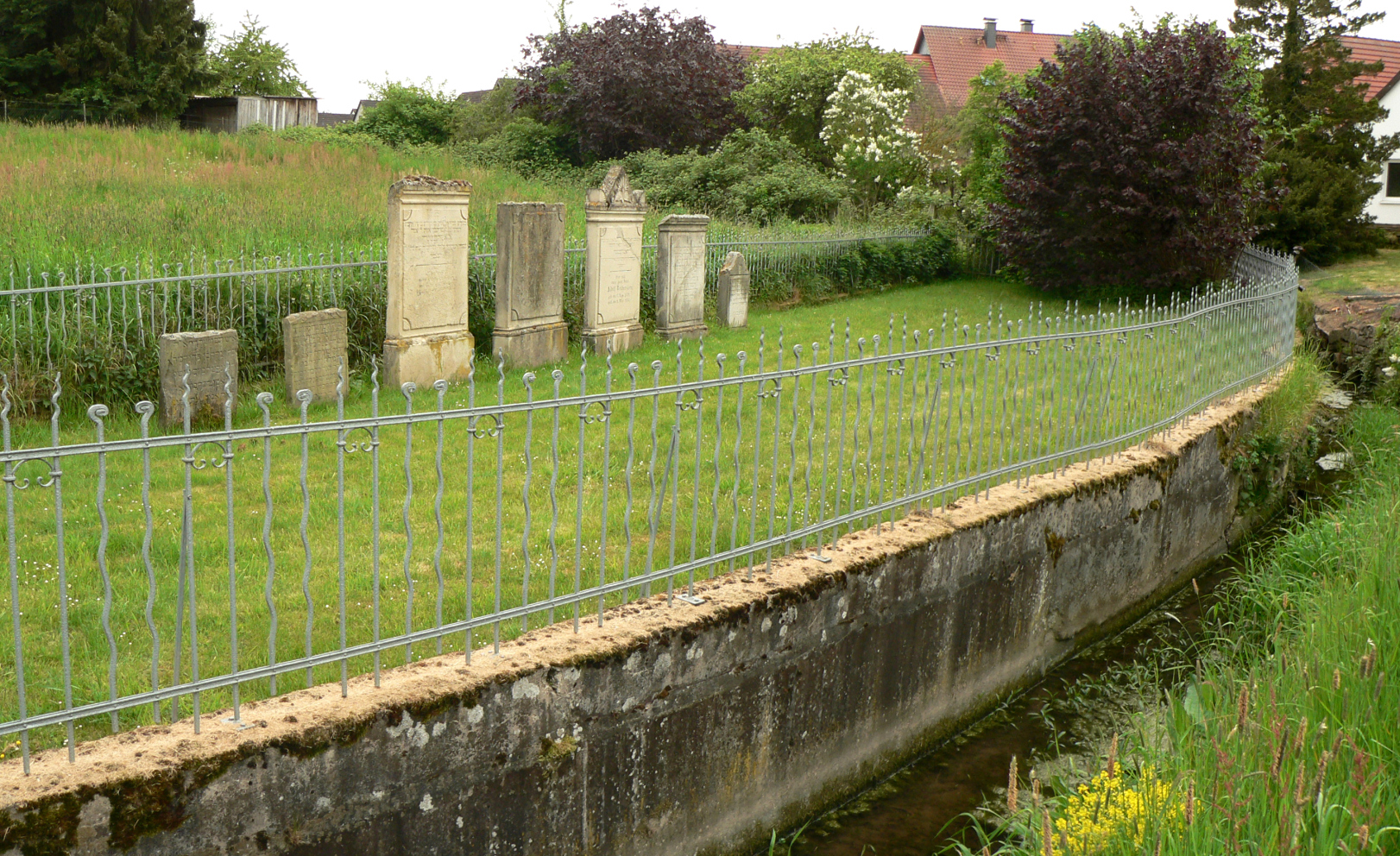
Jüdischer Friedhof Grohnde

Der jüdische Friedhof im Ortsteil Grohnde der Gemeinde Emmerthal im niedersächsischen Landkreis Hameln-Pyrmont liegt im Dorfzentrum neben dem Grundstück Am Teich Nr. 3. Es sind fünf 2001 geborgene Grabsteine, die zwischenzeitlich als Bodenbefestigung in einer Scheune gedient hatten, sowie zwei 2005 gefundene vorhanden, andere nun verschwundene Grabsteine lagen am Nachbarhaus als Trittsteine. 
Wann der Friedhof angelegt wurde, ist nicht bekannt. Die letzte Beerdigung fand im Jahr 1910 statt.